# Пам'ятки історії Чутівського району
У Чутівському районі Полтавської області нараховується 43 пам'ятки історії.
| #   | назва | адреса                                                         | роки події                  | роки встановлення | автор                                   | матеріали                          | розміри                         | рішення                                                                         |
| --- | --- | -------------------------------------------------------------- | --------------------------- | ----------------- | --------------------------------------- | ---------------------------------- | ------------------------------- | ------------------------------------------------------------------------------- |
| 1.  | Братська могила радянських воїнів, пам'ятний знак полеглим воїнам-землякам                                                                                                  | смт Артемівка, біля школи, меморіальний комплекс               | 1941, 1943, 1941—1945       | 1956              | Харківський скульптурний комбінат       | залізобетон, цегла оштук.          | вис. ск. — 3,2 м, пост. — 3,5 м | –                                                                               |
| 2.  | Пам'ятний знак військовим частинам, що звільнили селище від німецько-фашистських загарбників                                                                                | смт Артемівка, біля залізничної ст. Скороходове                | 1943                        | 1975              | Полтавський райкомунгосп                | обеліск — граніт                   | вис. 4,2 м                      | –                                                                               |
| 3.  | Меморіальна дошка в пам'ять Героя Радянського Союзу земляка П. В. Швидкого                                                                                                  | смт Артемівка, середня школа                                   | 1906–1961                   | 1975              | Полтавський райкомунгосп                | граніт                             | 0,6 х 0,6                       | –                                                                               |
| 4.  | Могила Героя Радянського Союзу Г. С. Кабаковського | смт Артемівка, кладовище                                       | 1909–1959                   | 1959              | Полтавський райкомунгосп                | обеліск — граніт                   | вис. 3,0 м                      | –                                                                               |
| 5.  | Могила Героя Соціалістичної Праці А. Д. Заєць | смт Артемівка, кладовище                                       | 1918–1972                   | 1974              | Полтавський райкомунгосп                | обеліск — граніт                   | вис. 1,6 м                      | –                                                                               |
| 6.  | Могила Героя Соціалістичної Праці Ф. Р. Калантаєвського | смт Артемівка, кладовище                                       | 1907–1975                   | 1975              | Полтавський райкомунгосп                | обеліск — граніт                   | вис. 3,0 м                      | –                                                                               |
| 7.  | Братська могила радянських воїнів | ст. Скороходове                                                | 1941, 1943                  | 1955, рек. 1990   | –                                       | залізобетон                        | вис. ск. — 3,0 м, пост. — 1,5 м |                                                                                 |
| 8.  | Братська могила радянських воїнів, пам'ятний знак полеглим воїнам-землякам                                                                                                  | смт Чутове, центр, меморіальний комплекс                       | 1941, 1943, 1941—1945       | 1978              | ск. О. Черницький, арх. І. Фомін        | граніт                             | вис. ск. — 2,8 м, пост. — 2,3 м | –                                                                               |
| 9.  | Меморіальна дошка в пам'ять С. А. Ільєвського — активного учасника підпільної комсомольсько-молодіжної групи в Полтаві, який навчався у Чутівській середній школі           | смт Чутове, середня школа, центр                               | 1936–1937                   | 1975              | Полтавські художньо-виробничі майстерні | граніт                             | 0,7 х 0,9 м                     | Постанова бюро Полтавського обкому партії і облвиконкому № 71 від 26.08.1974 р. |
| 10. | Пам'ятний знак військовим частинам, що звільнили селище від німецько-фашистських загарбників                                                                                | смт Чутове, центр, парк                                        | 1943                        | 1973              | Полтавські художньо-виробничі майстерні | граніт                             | вис. 1,7 м                      | Постанова бюро Полтавського обкому партії і облвиконкому № 58 від 16.07.1973 р. |
| 11. | Пам'ятник трудової слави — трактор «ХТЗ» | смт Чутове, сільгосптехніка                                    | –                           | 1967              | Місцеві майстри                         | пост. — бетон                      | вис. 2,0 м                      | –                                                                               |
| 12. | Братська могила радянських воїнів, жертв фашизму |                                                                | 1941–1943                   | 1963              | ск. І. Лось                             | залізобетон, цегла облиць. плиткою | вис. ск. — 3,5 м, пост. — 2,2 м | Рішення Чутівського райвиконкому № 16 від 25.02.1963 р.                         |
| 13. | Братська могила радянських воїнів, пам'ятний знак полеглим воїнам-землякам                                                                                                  | с. Новофедорівка, біля школи, меморіальний комплекс            | 1941, 1943, 1941—1945       | 1957              | Харківський скульптурний комбінат       | залізобетон, цегла оштук.          | вис. ск. — 3,1 м, пост. — 3,2 м | –                                                                               |
| 14. | Братська могила радянських воїнів, жертв фашизму, пам'ятний знак полеглим воїнам-землякам                                                                                   | с-ще Першотравневе, центр, меморіальний комплекс               | 1941–1943, 1941—1945        | 1965              | Місцеві майстри: А. Щербань, М. Гібнер  | обеліск — цегла оштук.             | вис. 7,0 м                      | Рішення Чутівського райвиконкому № 37 від 20.05.1964 р.                         |
| 15. | Братська могила радянських воїнів | с-ще Таверівка, центр                                          | 1943                        | 1956              | Харківський скульптурний комбінат       | залізобетон, цегла оштук.          | вис. ск. — 2,5 м, пост. — 5,0 м | Рішення Чутівського райвиконкому № 27 від 25.02.1956 р.                         |
| 16. | Братська могила радянських воїнів, пам'ятний знак полеглим воїнам-землякам                                                                                                  | с-ще Василівка, меморіальний комплекс                          | 1943, 1941—1945             | 1956              | Харківський скульптурний комбінат       | залізобетон, цегла оштук.          | вис. ск. — 2,5 м, пост. — 3,5 м | Рішення Чутівського райвиконкому № 21 від 17.02.1954 р.                         |
| 17. | Братська могила радянських воїнів | с-ще Лозуватка, парк                                           | 1943                        | 1956              | Харківський скульптурний комбінат       | залізобетон, цегла оштук.          | вис. ск. — 2,5 м, пост. — 3,5 м | Рішення Чутівського райвиконкому № 38 від 27.05.1955 р.                         |
| 18. | Братська могила радянських воїнів, пам'ятний знак полеглим воїнам-землякам                                                                                                  | с. Флорівка, біля школи, меморіальний комплекс                 | 1941, 1943, 1941—1945       | 1970              | Місцеві майстри                         | стела — залізобетон                | вис. 3,1 м                      | –                                                                               |
| 19. | Братська могила радянських воїнів, пам'ятний знак полеглим воїнам-землякам                                                                                                  | с. Войнівка, меморіальний комплекс                             | 1941–1943, 1941—1945        | 1953              | Харківський скульптурний комбінат       | залізобетон, цегла оштук.          | вис. ск. — 2,6 м, пост. — 4,0 м | Рішення Чутівського райвиконкому № 17 від 25.01.1953 р.                         |
| 20. | Могила радянського воїна, пам'ятний знак полеглим воїнам-землякам | с. Водяне, меморіальний комплекс                               | 1943, 1941—1945             | 1971              | Харківський скульптурний комбінат       | залізобетон, цегла оштук.          | вис. ск. — 3,0 м, пост. — 3,0 м | Рішення Чутівського райвиконкому № 66 від 17.10.1970 р.                         |
| 21. | Братська могила радянських воїнів, пам'ятний знак полеглим воїнам-землякам                                                                                                  | с. Лисича, меморіальний комплекс                               | 1941, 1941—1945             | 1955              | Харківський скульптурний комбінат       | залізобетон, цегла оштук.          | вис. ск. — 2,5 м, пост. — 3,5 м | Рішення Чутівського райвиконкому № 21 від 17.02.1954 р.                         |
| 22. | Братська могила радянських воїнів | с. Стінка, парк                                                | 1941                        | 1956              | Харківський скульптурний комбінат       | залізобетон, цегла оштук.          | вис. ск. — 3,0 м, пост. — 2,0 м | Рішення Чутівського райвиконкому № 38 від 27.04.1956 р.                         |
| 23. | Братська могила радянських воїнів, пам'ятний знак полеглим воїнам-землякам                                                                                                  | с. Сторожове, центр, меморіальний комплекс                     |                             | 1957              | Харківський скульптурний комбінат       | залізобетон, цегла оштук.          | вис. ск. — 2,5 м, пост. — 4,1 м | –                                                                               |
| 24. | Братська могила радянських воїнів, пам'ятний знак полеглим воїнам-землякам                                                                                                  | с. Грякове, біля будинку культури, меморіальний комплекс       | 1941, 1943, 1941—1945       | 1956              | Харківський скульптурний комбінат       | залізобетон, цегла оштук.          | вис. ск. — 2,5 м, пост. — 3,5 м | Рішення Чутівського райвиконкому № 37 від 21.02.1956 р.                         |
| 25. | Пам'ятник-танк — Т-34, на місці бою 30-ї танкової та 13-ї мотострілецької бригад 12-го танкового корпусу 3-ї танкової армії Воронезького фронту з фашистськими загарбниками | с. Вільхуватка                                                 | 27—28 лютого 1943           | 1979              | Місцеві майстри                         | пост. — бетон                      | вис. 3,0 м                      | Постанова Полтавського обкому партії та облвиконкому № 73 від 08.07.1976 р.     |
| 26. | Братська могила радянських воїнів | с. Вільхуватка, центр, кладовище                               | 1943                        | 1956              | ск. О. Савельєв                         | залізобетон, цегла оштук.          | вис. ск. — 2,5 м, пост. — 3,5 м | –                                                                               |
| 27. | Братська могила 307 радянських воїнів і жертв фашизму | с. Вільхуватка, кладовище                                      | 27—28 лютого 1943           | 1977              | Місцеві майстри                         | плита — чавун                      | 1,05 х 0,5 м                    | –                                                                               |
| 28. | Братська могила 223 радянських воїнів і жертв фашизму | с. Вільхуватка, кладовище                                      | 27—28 лютого 1943           | 1977              | Місцеві майстри                         | плита — чавун                      | 1,05 х 0,5 м                    | –                                                                               |
| 29. | Братська могила радянських воїнів і жертв фашизму | с. Вільхуватка, кладовище                                      | 27—28 лютого 1943           | 1977              | Місцеві майстри                         | плита — чавун                      | 1,05 х 0,5 м                    | –                                                                               |
| 30. | Братські могили жертв фашизму | с. Вільхуватка, кладовище                                      | 27 лютого — 1 березня 1943  | 1952              | Місцеві майстри                         | хрести — метал                     | вис. 1,5 м                      | –                                                                               |
| 31. | Братська могила радянських воїнів, пам'ятний знак полеглим воїнам-землякам                                                                                                  | с. Левенцівка, меморіальний комплекс                           | 1943, 1941—1945             | 1958              | Харківський скульптурний комбінат       | залізобетон, цегла оштук.          | вис. ск. — 2,5 м, пост. — 3,5 м | –                                                                               |
| 32. | Братська могила радянських воїнів | с. Нове Грякове                                                | 1941, 1943                  | 1956              | Харківський скульптурний комбінат       | залізобетон, цегла оштук.          | вис. ск. — 2,5 м, пост. — 3,5 м | –                                                                               |
| 33. | Пам'ятний знак полеглим воїнам-землякам | с. Зеленківка                                                  | 1941—1945                   | 1968              | Харківський скульптурний комбінат       | залізобетон, цегла оштук.          | вис. ск. — 3,1 м, пост. — 1,2 м | –                                                                               |
| 34. | Братська могила радянських воїнів, жертв фашизму, пам'ятний знак полеглим воїнам-землякам                                                                                   | с. Смородщина, меморіальний комплекс                           | 1941, 1943, 1941—1945       | 1956              | Харківський скульптурний комбінат       | залізобетон, цегла оштук.          | вис. ск. — 2,5 м, пост. — 3,5 м | –                                                                               |
| 35. | Братська могила радянських воїнів, пам'ятний знак полеглим воїнам-землякам                                                                                                  | ст. Нова Кочубеївка, залізнична станція, меморіальний комплекс | 1941, 1943, 1941—1945       | 1974              | Полтавський райкомунгосп                | обеліск — граніт                   | вис. 2,8 м                      | –                                                                               |
| 36. | Пам'ятний знак полеглим воїнам-землякам | с. Первозванівка                                               | 1941—1945                   | 1970              | Харківський скульптурний комбінат       | залізобетон, цегла оштук.          | вис. ск. — 2,9 м, пост. — 2,0 м | –                                                                               |
| 37. | Братська могила радянських воїнів, пам'ятний знак полеглим воїнам-землякам                                                                                                  | с. Филенкове, парк, меморіальний комплекс                      | 1941, 1943, 1941—1945       | 1956              | ск. А. Білостоцький, арх. О. Супрун     | залізобетон, цегла оштук.          | вис. ск. — 2,5 м, пост. — 3,5 м | –                                                                               |
| 38. | Братська могила радянських воїнів, пам'ятний знак полеглим воїнам-землякам                                                                                                  | с. Рябківка, меморіальний комплекс                             | 1941, 1943, 1941—1945       | 1954              | Харківський скульптурний комбінат       | залізобетон, цегла оштук.          | вис. ск. — 3,2 м, пост. — 3,5 м | –                                                                               |
| 39. | Братська могила радянських воїнів, пам'ятний знак полеглим воїнам-землякам                                                                                                  | с. Скибівка, меморіальний комплекс                             | 1941, 1943, 1941—1945       | 1957              | Харківський скульптурний комбінат       | залізобетон, цегла оштук.          | вис. ск. — 2,5 м, пост. — 2,4 м | –                                                                               |
| 40. | Братська могила учасників встановлення радянської влади, радянських воїнів, пам'ятний знак полеглим воїнам-землякам                                                         | с. Черняківка, меморіальний комплекс                           | 1919, 1941, 1943, 1941—1945 | 1957              | Харківський скульптурний комбінат       | залізобетон, цегла оштук.          | вис. ск. — 2,5 м, пост. — 3,5 м | –                                                                               |
| 41. | Братська могила радянських воїнів | с. Іскрівка                                                    | 1941, 1943                  | 1957              | Харківський скульптурний комбінат       | залізобетон, цегла оштук.          | вис. ск. — 2,9 м, пост. — 4,0 м | –                                                                               |
| 42. | Братська могила радянських воїнів, пам'ятний знак полеглим воїнам-землякам                                                                                                  | с. Кочубеївка, центр, меморіальний комплекс                    | 1941, 1943, 1941—1945       | 1955              | Харківський скульптурний комбінат       | залізобетон, цегла оштук.          | вис. ск. — 2,3 м, пост. — 2,2 м | –                                                                               |
| 43. | Місце будинку школи, у якій навчався Герой Радянського Союзу Г. С. Кабаковський                                                                                             | с. Кочубеївка, школа                                           | 1917—1921                   | 1975 — мем. дошка | –                                       | дошка — граніт                     |                                 | –                                                                               |
|     | |                                                                |                             |                   |                                         |                                    |                                 |                                                                                 |